# Czarna Przemsza
Czarna Przemsza — un río en el voivodato de Silesia con una longitud de 63,3 km, un afluente derecho y fuente de Przemsza. Las fuentes del río se encuentran a una altitud de 385 m sobre el nivel del mar en Bzów, un distrito de Zawiercie, en la meseta de Cracovia-Częstochowa. La cuenca de Czarna Przemsza cubre un área de 1045,5 km.
Desde el lugar donde Brynica desemboca en ella en Sosnowiec, marca la frontera entre la región de Dąbrowski, que proviene de Małopolska, y el territorio oriental de Alta Silesia (encima de este lugar, la frontera está marcada por Brynica).
Las ciudades de Zawiercie, Poręba, Siewierz, Dąbrowa Górnicza, Będzin, Sosnowiec y Mysłowice se encuentran a lo largo de Czarna Przemsza.
En 1963 se construyó una presa en el río Czarna Przemsza en el lugar de su desfiladero a través del Umbral del Triásico Medio, cerca de Przeczyce (voivodato de Silesia, condado de Będzin, municipio de Mierzęcice).
En 2005, entre Wojkowice Kościelne y Dąbrowa Górnicza, se puso en funcionamiento el embalse de Kuźnica Warężyńska, más conocido como Pogoria IV.
En la región donde se encuentran las fronteras de Sosnowiec, Mysłowice y Jaworzno (el llamado Triángulo de los Tres Emperadores), el río se une a Biała Przemsza para formar el río Przemsza.